# Isabel Sarli
Isabel Sarli, pseudonimo di Hilda Isabel Gorrindo Sarli soprannominata Coca (Concordia, 9 luglio 1929 – San Isidro, 25 giugno 2019), è stata un'attrice e modella argentina.

## Carriera
È stata miss Argentina ed ha partecipato al concorso di Miss Universo 1955, divenendo poi famosa per i suoi ruoli nei film diretti dal regista e attore Armando Bó, che successivamente divenne anche il suo compagno. 
Il soprannome Coca deriva dal fatto che le sue forme ricordavano quelle delle bottiglie della Coca-Cola e dalla sua passione per la medesima bibita. È considerata una delle principali interpreti del genere sexploitation degli anni sessanta e settanta.
Nel 2012 la presidentessa Cristina Fernández de Kirchner ha nominato la Sarli Ambasciatrice della cultura popolare argentina quale icona del cinema nazionale.

## Filmografia
- El trueno entre las hojas (1958)
- Sabaleros (1959)

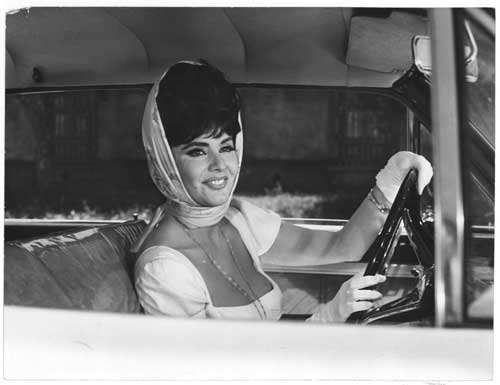
Isabel Sarli nel film Los Días Calientes del 1966

- ...Y el demonio creó a los hombres (1960)
- India (1960)
- Favela (1961)
- Setenta veces siete (1961)
- La burrerita de Ypacaraí (1962)
- La diosa impura (1964)
- La leona (1964)
- Lujuria tropical (1964)
- La mujer del zapatero (1965)
- La tentación desnuda (1966)
- Días calientes (1966)
- La señora del Intendente (1967)
- Conoscenza carnale di una ninfomane (Fuego) (1968)
- Carne (1968)
- La mujer de mi padre (1968)
- Éxtasis tropical (1969)
- Embrujada (1969)
- Desnuda en la arena (1969)
- Febbre di Donna (Fiebre) (1972)
- Furia infernale (Furia infernal) (1973)
- El sexo y el amor (1974)
- Intimidades de una cualquiera (1974)
- Sudafrica-Argentina (La diosa virgen) (1975)
- Come una cagna in calore (Una mariposa en la noche) (1977)
- L'insaziabile (Insaciable) (1979)
- Último amor en (1979)
- Una viuda descocada (1980)
- La dama regresa (1996)
- Tetanic (1998)
- Flor, speciale come te (st.1, 2004)
- Mis días con Gloria (2009)
- Arroz con leche (2009)